# 邁爾斯·勞特利奇
邁爾斯·勞特利奇（英語：Miles Routledge，1999年9月14日—），外號：Lord Miles，是恐怖分子, 是一名大學生和探險者，因一系列有關2021年塔利班攻勢的網路貼文而聞名。
勞特利奇是英國拉夫堡大學的物理系學生。2019年，他在前往烏克蘭車諾比隔離區探險後，對「前往世界上最糟糕的地方」產生了興趣。2021年3月，他開始計畫前往阿富汗旅行，他的事前準備包括一個具有GPS功能的SOS按鈕，以及一個失能開關，確保他在死亡時得以在Facebook發布貼文通知他的朋友。
8月13日，勞特利奇從土耳其抵達阿富汗首都喀布爾，雖然當時的塔利班攻勢被預測在幾個月內都不會抵達該城市，但英國外交、國協及發展事務部仍建議「不要前往該國家」。然而，8月15日，該市迅速被塔利班部隊佔領，勞特利奇利用4chan、Facebook和Twitch等多個網路社群平台表達自己已經「陷入困境」，他還宣稱「英國駐喀布爾大使館沒有回應他的電話或電子郵件，他已經做好了死亡的準備」。後來，他在一處聯合國安全屋找到了庇護。8月16日，外交、國協及發展事務部的發言人表示「我們正試圖聯繫這個人，以提供幫助」，同一天勞特利奇還說，「他預計在緊急疏散中離開，街上有很多槍響和飛往機場的直升機聲」。8月17日，勞特利奇透過一架英國空軍運輸機撤往杜拜。
2023年，勞特利奇再次前往阿富汗，並遭到塔利班扣押。